# Івреа
Івреа (італ. Ivrea, п'єм. Ivrèja) — муніципалітет в Італії, у регіоні П'ємонт,  метрополійне місто Турин.
Івреа розташована на відстані близько 550 км на північний захід від Рима, 50 км на північ від Турина.
Населення — 23 657 осіб (2014).
Щорічний фестиваль відбувається 7 липня. Покровитель — San Savino.

## Демографія
Населення за роками:

Станом на 1 січня 2023 року в муніципалітеті офіційно проживало 1987 іноземців з 86 країн, серед них 907 громадян країн Євросоюзу та 14 громадян України.

## Сусідні муніципалітети
- Альб'яно-д'Івреа
- Банкетте
- Болленго
- Буроло
- Кашинетте-д'Івреа
- К'яверано
- Фйорано-Канавезе
- Монтальто-Дора
- Павоне-Канавезе
- Романо-Канавезе
- Салерано-Канавезе
- Страмбіно
- Вестіньє

## Уродженці
- Б'яджо Годжо (*1892 — †1915) — італійський футболіст, півзахисник.

- Джованні Кеттінг (*1962) — італійський футболіст, півзахисник, згодом — футбольний тренер.
- Роберто Аккорнеро (нар. 1957) — італійський актор, що знімається у кінофільмах та телесеріалах, а також майстер дубляжу і озвучування іноземних фільмів.